# Agrypon hainanense
Agrypon hainanense là một loài tò vò trong họ Ichneumonidae.